# Pojazdy Szynowe Pesa Bydgoszcz

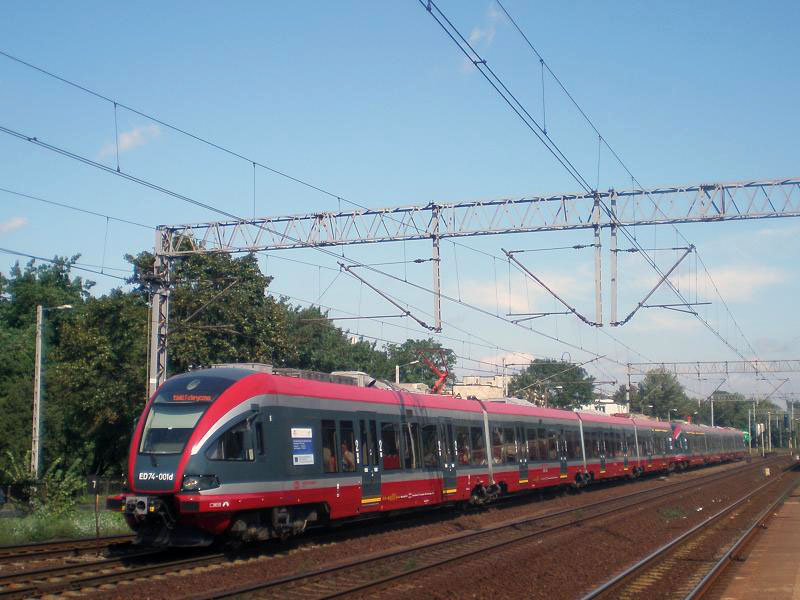
Электропоезд Pesa ED74 Bydgostia

Pesa (Пэca, пол. Pojazdy Szynowe Pesa Bydgoszcz SA) — польский концерн, специализирующийся на производстве поездов, вагонов, трамваев и их модернизации. Штаб-квартира и основное производство в городе Быдгоще. 92 % акций компании находится в руках частных инвесторов.

## Продукция

### Трамваи
- PESA 120N
- Pesa Twist

### Электропоезда и дизель-поезда
- 610M
- 611M
- 620М
- Рельсовый автобус 630М
- Pesa Elf
- ДП1
- ДП3

### Водородные локомотивы
- SM42-6Dn[1]

## Эксплуатация
Продукция завода Pesa используется не только в Польше, но и далеко за её пределами. Например, в 2024 году несколько дизель-поездов Pesa было отправлено в Гану.

### Калининград
В 2012 году администрация Калининграда презентовала трамвай Pesa Swing, заявив, что в декабре трамвай будет пущен в эксплуатацию. Pesa 121NaK имеет варшавский (жёлто-красный) цвет. Изначально вагон ходил по маршруту 5, но с февраля 2015 ходил по особому маршруту ул. Бассейная — Южный вокзал — Мясокомбинат из-за ограничения по весу на деревянном мосту.

### Москва

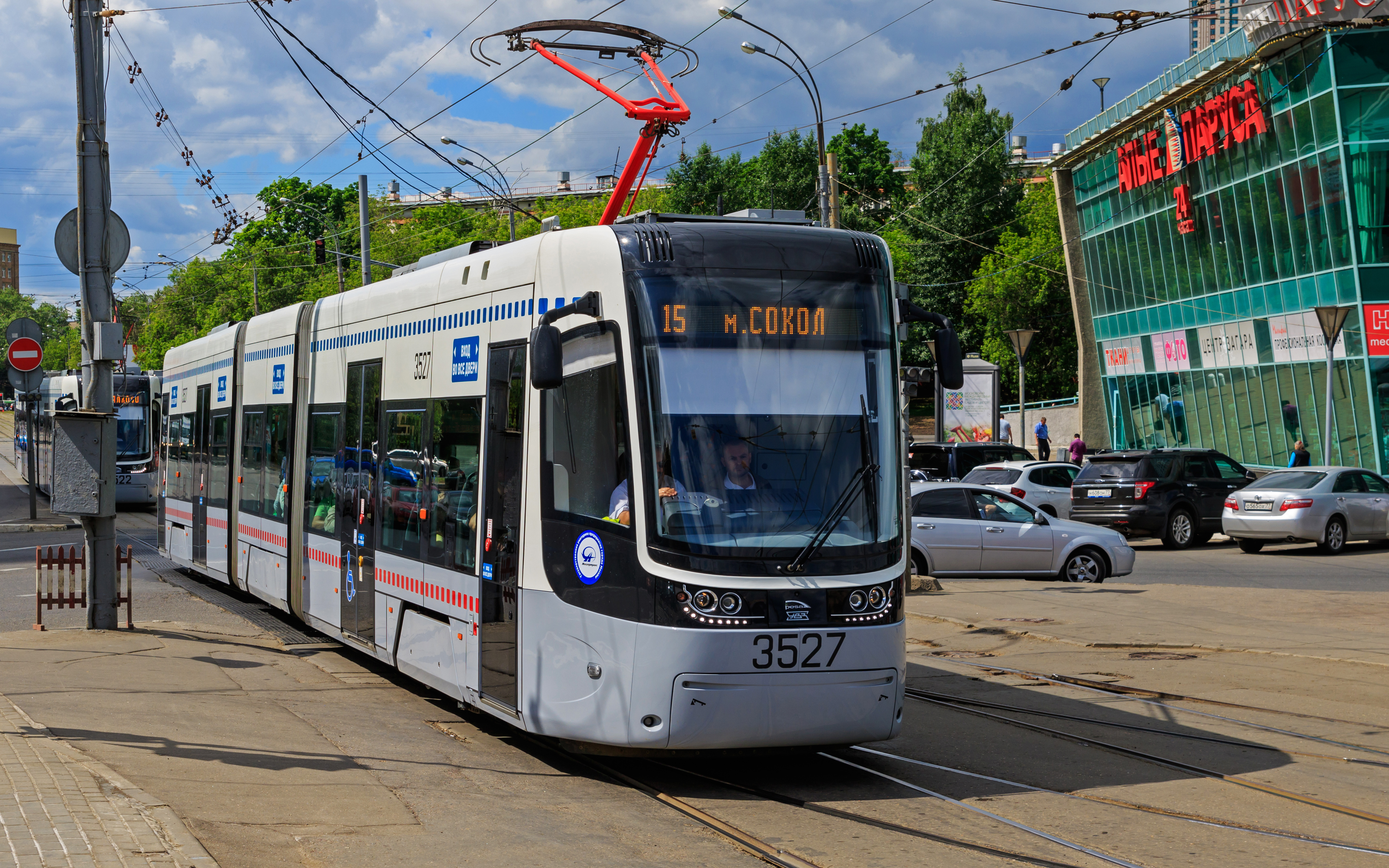
Трамвай Pesa Fokstrot в Москве

Pesa в партнерстве с Уралвагонзаводом создала трамвай Pesa Fokstrot (71-414) для Москвы. Вагоны эксплуатировались в Краснопресненском депо Москвы. Первое время они ходили только по маршрутам 6 и 6К, но позднее вагоны стали выходить и на другие линии Краснопресненского депо. В декабре 2023 года было решено прекратить эксплуатацию трамваев Pesa Fokstrot из-за отсутствия запчастей и постепенного выхода вагонов из строя